# عبد المجيد وافي
عبد المجيد وافي (25 يوليو 1920 - 11 نوفمبر 2014) هو رسام وناقد فنى مصري، يعمل بجريدة الاهرام ومدرس أزهري، من علماء الأزهر الشريف ورسام جريدة الأهرام المصرية في الفترة من 1949 م إلى 1955 م.

## حياته ونشأته
ولد وافى فى 25 يوليو عام 1920 ، والتحق بالأزهر حيث درس علوم الدين، وعمل أستاذا للحديث بجامعة الأزهر وقام بتدريس الفلسفة بمعهد القاهرة الثانوي.
رغم أنه فى عام 1950 حصل على درجة العالمية بعد تخرجه من الأزهر، إلا أن عبد المجيد وافى كان حاصلا على شهادة فنية من القسم الحر بكلية الفنون الجميلة، والتى درس فيها بالتوازى مع دراسته بالأزهر بين عامى 1943 - 1949.
حاصل على شهادة العالمية الأزهرية عام 1950 وشهادة العالمية مع الإجازة عام 1951 م وعمل أستاذًا للحديث بجامعة الأزهر وقام بتدريس الفلسفة بمعهد القاهرة الثانوي الأزهري وقام بإلقاء خطبة الجمعة بمسجد موسكو بالاتحاد السوفييتي أثناء مهرجان الشباب عام 1957 م وقام أيضا خلال الفترة من عام 1944 م وحتى عام 1990 م بإلقاء خطبة الجمعة بمساجد عديدة يذكر منها مسجد السلطان حسن ومسجد التيبرمق بسوق السلاح بالقاهرة بالإضافة إلى مساجد بدولة الإمارات المنحدة وسوريا وكان آخر المساجد التي قام بخطبة الجمعة فيها وأشهرها مسجد مصطفى محمود بالمهندسين خلال الفترة من أواخر الثمانينيات وأوائل التسعينات من القرن العشرين الميلادي •

## مسيرته

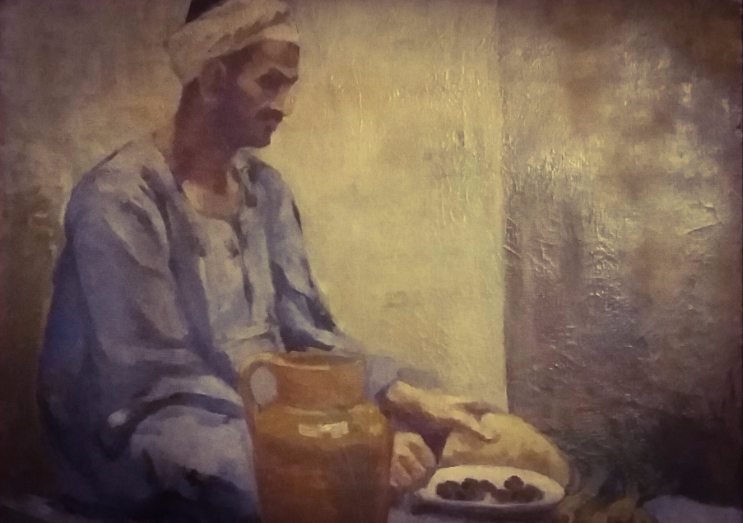
رسوماته

أعداد المجلتين في الفترة من 1955 م وحتى 1965 م دار الكتب المصرية وإصدارات المجلس الأعلى للشئون الإسلامية</ref> ومجلة منار الإسلام الصادرة عن وزارة الأوقاف بدولة الإمارات العربية المتحدة وهو حاصل على منحه دراسية من الحكومة الإسبانية لدراسة الفن الإسلامي بإسبانيا عام 1964 م وحاصل على بكالوريوس الفنون الجميلة من كلية الفنون الجميلة بالقاهرة القسم الحر وهو من تلاميذ الفنان حسين بيكار والفنان أحمد صبري.
هو أول رسام في جريدة الأهرام المصرية، لم يفارقه الرسم حتى وهو طالب أزهري أو مدرساً للفقه الإسلامي، التحق بالقسم الحر بكلية الفنون الجميلة بالزمالك ودرس فيه في الفترة من 1943 م إلى 1949 م وكان ذلك بالتوازي مع دراسته في الأزهر الشريف وعمله كمقيم شعائر بمسجد في سوق السلاح بالقاهرة القديمة.
يعتبر الشيخ الفنان عبد المجيد وافي من أوائل من قاموا بتصوير ورسم الشخصيات العامة، السياسية والتاريخية على صفحات جريدة الأهرام بتوقيع (وافي) وذلك من خلال عمله كرسّام وناقد فني بالجريدة. التحق عبد المجيد وافي بجريدة الأهرام بعد مقابلة مع رئيس التحرير في ذلك الوقت أحمد الصاوي الذي استحسن ما رآه من البورتريهات والرسومات. وأخذه بعدها للقاء صاحب الأهرام بشارة تقلا (الصغير). رسم الشخصيات بطريقة تعبيرية كانت فكرة رائدة في الصحافة وقتها نقلتها عن الأهرام باقي الصحف المصرية فيما بعد.

### عمله بالأهرام
ومن الشخصيات التي رسمها أثناء عمله بالأهرام سليم تقلا وبشارة تقلا صاحبي ومؤسسى الجريدة كما قام برسم العديد من الشخصيات المصرية الشهيرة مثل الزعيم سعد زغلول باشا والشيخ عبد المجيد سليم شيخ الجامع الأزهر وكذلك أعضاء مجلس قيادة الثورة جمال عبد الناصر وأنور السادات وكمال الدين حسين وعبد اللطيف البغدادي وصلاح سالم وحسين الشافعي والأديب المصري الكبير طه حسين. وكان زميلا في تلك الفترة للكاتب الشهير أنيس منصور والصحفى والاثري المشهور كمال الملاخ. وكان أول من قدم الرئيس المصري (محمد نجيب)في صوره مرسومه بورتريه له في (جريدة الأهرام) بعد أربعة أيام من (ثورة 23 يوليو).
عبد المجيد وافي أحد الأعضاء المؤسسين لجمعية فناني وكالة الغوري بالقاهرة وقام بتنفيذ لوحتين بعرض 18 م وارتفاع 3 م بمتحف الزعيم أحمد عرابي بقرية هرية رزنة بمحافظة الشرقية بمصر وله أيضا لوحات رسمها بمساحات كبيرة ببهو الكلية الحربية بالقاهرة عن الأمجاد والمعارك التي خاضها الجيش المصري على مر العصور.. واشتهر أيضا بتصميماته الزخرفيه المستندة للخط الكوفي العربي ومن أشهر تصميماته شعار مجلة منار الإسلام بدولة الإمارات العربية المتحدة وترويسة المصحف المطبوع بالإمارات أيضا على نفقة الشيخ زايد بن آل نهيان في السبعينات من القرن العشرين وشعار الشركة المصرفية العربية الدولية وله أسلوب فريد في كتابة ذلك النوع من الخط العربي وهو ما تم التعارف على تسميته بالخط الكوفي المربع.